# Pernambués
Pernambués é um bairro de Salvador, na Bahia, no Brasil. É o bairro com maior população negra e um dos bairros mais populosos da cidade.
Pernambués pertence à Prefeitura-Bairro/Cabula - Tancredo Neves  e tem ligações para avenidas importantes da cidade, como Paralela e a ACM. Próximo à Estação Rodoviária, limita-se com o bairro do Cabula ao norte, a Avenida Paralela ao sul. Ao leste, a Avenida Luís Eduardo Magalhães e a área federal do 19º Batalhão de Caçadores e ao oeste, o bairro de Saramandaia.
A origem do nome do bairro é indígena e o significado é "mar feito à parte" ou "tanque de água".[carece de fontes?]
O local é composto basicamente por moradias populares e pequenos comércios. A área, por possuir uma densa aglomeração humana, enfrenta muitos problemas de estrutura que as associações de moradores tentam solucionar, junto ao poder público, a exemplo do Grupo Alerta Pernambués e da Sociedade Beneficente 10 de Julho. O bairro também apresenta áreas mais urbanizadas, onde reside a classe média e a classe média alta, como na localidade do Jardim Brasília e nas áreas do bairro mais próximas ao Cabula.[carece de fontes?]

## Empreendimento Horto Bela Vista
O Horto Bela Vista (HBV) é um empreendimento imobiliário planejado para a classe alta em Salvador, no estado da Bahia, tendo como idealizadora a empresa JHSF em 2008. Envolvido num terreno de cerca de 330 mil metros quadrados em uma área verde preservada de 130 mil metros quadrados, em seu projeto inicial previa contar com 19 torres residenciais, três torres comerciais, um hotel (Hotel Quality), dois colégios (Colégio Anchieta e Anchietinha), um clube privativo e parque, um centro de convenções, centro médico com hospital-dia e um centro de compras (Bela Vista, inaugurado em 2012). O empreendimento segue o padrão de integração em um complexo imobiliário de uso misto (mixed-use), como uma ideia de bairro independente e a dialogar o mínimo com a cidade, vendida como elemento de valorização do empreendimento.
Está localizado na região do Acesso Norte, na confluência de alguns das principais artérias de tráfego de Salvador, e estruturado entorno da Ladeira do Cabula. Ao lado do terreno está localizada duas estações do metrô integrada a um terminal de ônibus, que por sua vez são interligados com a área central do shopping center por meio de uma passarela. Próximo do Cabula, da Rótula do Abacaxi, Via Expressa, e no entroncamento da Avenida Mário Leal Ferreira (Avenida Bonocô) com a BR 324.

## Demografia
A população total do bairro é de 64.983 habitantes segundo o censo 2010, sendo que 47,43% são homens e 52,57% mulheres. No Percentual da população total residente por cor/raça, 15,97% se autodenominam brancos , 27,77% preta, 1,35% amarela,54,69% parda e 0,23% indígena. . No Bairro, 24,17% dos chefes de família estão situados na faixa de renda mensal de 1 a 2 salários mínimos. No que se refere á escolaridade, foi constatado que 30% dos chefes de família têm de 4 a 7 anos de estudo.

## Segurança
Em 2012 foi observado que a região do bairro de Pernambués, Calabetão, CAB e Mata Escura só tinha uma delegacia, o que pode ter contribuído para o índice elevado de assassinatos. O secretário Maurício Barbosa explicou o motivo de cada bairro receber tratamentos desiguais: "Uma coisa é você pensar segurança pública na teoria, outra é a prática. Nós não temos como fator de influência para a questão de lotação policial somente a questão populacional. Temos outras áreas de interesse. Quais são? Econômica, turística, bancária, comercial, e por aí vai (...) A Barra tem mais policial por habitante do que o Subúrbio. Mas deixe de ter um policial na Barra para ver quais são os efeitos negativos com relação à imagem da cidade, a imagem do Estado, a imagem de um setor que traz dividendos ao estado, que é o turismo. Tire um policial da Pituba, que tem uma extensa área na Manoel Dias da Silva, que é área bancária. Aconteceu um assalto a banco no meio da Pituba. Qual a repercussão disso aí? Não estamos lidando apenas com critérios objetivos. A gente tem que parar de levar a discussão para a questão matemática, temos que entender as nuances." Em 2016 foi divulgado que seis grupos criminosos atuam sobre o bairro.